# Бренценс, Карлис
Карлис Бренценс, Карл Андреевич Бренцен (латыш. Kārlis Brencēns; 6 мая 1879 — 30 апреля 1951) — латвийский и советский художник, один из самых значимых латвийских мастеров расписного витража. Создатель оригинального стиля расписного витража латвийского и петербургского модерна.

## Биография
Карлис Бренценс родился 6 мая 1879 года в Мадлиенской волости Лифляндской губернии, Российской империи (ныне — Огрский край Латвии) в семье ремесленника. Двоюродный брат — художник Эдуард Бренценс. Учился в Мадлиенской приходской школе и Рижской Николаевской гимназии. В 1903 году окончил с отличием Центральное училище технического рисования барона А. Л. Штиглица.
Изучал витражное искусство и технику росписи по стеклу, в 1904—1907 годах стажировался в Парижской мастерской художественной росписи стекла Феликса Годена (1904—1907), выполнял витражи по эскизам французского художника Эжена Грассе. Будучи стипендиатом, занимался рисунком и живописью в Академии де ла Гранд Шомьер, посещал лекции по истории искусства и прослушал курс анатомии.
Бренсонс пытался организовать витражную мастерскую в Риге, но безуспешно. Руководил классом витража в Центральном училище технического рисования барона Штиглица (1907—1920). С 1920 года жил и работал в Риге, был руководителем художественного отделения Цесисской ремесленной школы (1921—1924), педагогом Латвийской академии художеств (1923—1951), профессор (1947).
Участвовал в работе художественного кружка «Рукис» и художественного объединения «Садарбс» (1924—1939), член Союза художников Латвии (с 1944).
Умер 30 апреля 1951 года в Риге.

## Творчество
До конца 1910-х — начала 1920-х годов в работах К. Бренценса чувствуется влияние стиля модерн и неоклассицизма, в дальнейшем художник перешёл к традиционным формам.
Наиболее известные работы в жанре фигурной живописи, портрета, ню, натюрморта: «Портрет женщины в чёрной шляпе» (1918), «Портрет госпожи Бренцене» (1924), «Чёрная бахрома» (1925), «Весенний Цесис» (1928), «Обнажённый» (1929), «Красный купальник» (1939), витражи: «Петух в снегу» (1903), «Кришьянис Валдемарс» (около 1912), «Замок света» и «Лачплесис» (1930).
Карлис Бренцас принимал участие в работах над декоративным оформлением нескольких станций Московского метрополитена, писал публицистические статьи в периодических изданиях. Его перу принадлежат книги «Геометрический рисунок» (1924) и «Как работали старые мастера» (1938).